# Cella (ort i Burkina Faso)
Cella är en ort i Burkina Faso.   Den ligger i regionen Centre-Est, i den centrala delen av landet, 150 km sydost om huvudstaden Ouagadougou. Cella ligger 290 meter över havet och antalet invånare är 1 731.
Terrängen runt Cella är platt. Närmaste större samhälle är Tenkodogo, 18,1 km norr om Cella.
Omgivningarna runt Cella är en mosaik av jordbruksmark och naturlig växtlighet. Runt Cella är det ganska glesbefolkat, med 42 invånare per kvadratkilometer.